# Sylvia Edlund
Sylvia Anita Edlund (15 de agosto de 1945 – 15 de noviembre de 2014) fue una botánica canadiense .  Festuca edlundiae , comúnmente conocida como festuca de Edlund, una hierba ártica alta, recibió su nombre en su honor por sus amplias contribuciones al trabajo de campo en el Ártico.  

## Vida
Nació en Pittsburgh, de ascendencia sueca, y creció allí y en Ontario . Edlund obtuvo una licenciatura en Ciencias de la Universidad Case Western Reserve y un doctorado en botánica de la Universidad de Chicago . Antes de comenzar el trabajo de campo, Edlund estaba enferma a menudo y frecuentemente tenía que guardar cama cuando era niña. Dijo que se dedicó a la botánica porque pensó que "no debería estudiar nada que yo tuviera que perseguir". Comenzó a trabajar con un equipo de las Naciones Unidas encargado de producir un inventario de plantas y animales en el extremo norte. Trabajó en el Ártico canadiense para el Servicio Geológico de Canadá (GSC) de 1974 a 1994, cuando se vio obligada a jubilarse por un problema de apéndice inflamado que no fue diagnosticado a tiempo y acabó afectando su memoria a corto plazo. Edlund era un experto en patrones de distribución de plantas en el Ártico. También publicó un libro sobre las flores silvestres árticas comunes de los Territorios del Noroeste, que ilustró con sus propias acuarelas. Edlund realizó extensas colecciones de plantas en todo el Ártico canadiense. Más de 5.000 de estas colecciones se encuentran en el Herbario Nacional de Canadá en el Museo Canadiense de la Naturaleza. Al final de su carrera profesional, dirigió el Observatorio de Cambio Global del Alto Ártico para el GSC. Después de jubilarse, se convirtió en voluntaria trabajando con personas con discapacidades en Ottawa y en la isla Gabriola en Columbia Británica. Obtuvo una maestría en Consejería Terapéutica de la Universidad Internacional Abierta de Medicinas Complementarias en 2003. Murió en Nanaimo por sepsis e insuficiencia renal a la edad de 69 años 